# Kohaku
Kohaku je sporedni lik u animeu i mangi Inuyasha i mlađi brat jednog od likova. Ime mu znači jantar. Njegovo oružje je koštani srp spojen za kuglu (jap. Kusarigama).

## Priča
Kohaku je trenirao sa svojom sestrom Sango da postane lovac na demone. S 11 godina dobio je prvi zadatak: s ostalim lovcima ubiti demona u obližnjem dvorcu. Lovci su se pobrinuli za demona, ali kada mu je Kohaku trebao odsjeći glavu opsjeo ga je demon prerušen u gospodara dvorca stavivši malog pauka na njegov vrat. Kohakua je tada počeo kontrolirati demon i on više nije mogao ništa svojevoljno učiniti. Ubio je svog oca i ostale lovce na demone, a svojoj sestri zabio srp u leđa. Ipak, prije nego što je uspio dokrajčiti Sango vratila mu se snaga volje i svijest. Shvatio je što je učinio, ali su ga ubili samuraji dvorca po naredbi demona (još uvijek prerušenog). Kasnije ga je pronašao Naraku i stavio dio dragulja četiriju duša u leđa, oživivši ga na taj način. Otada ima kontrolu nad njegovim postupcima iako je Kohaku par puta pokazao da ima barem djelomičnu snagu volje. Kasnije mu je Naraku pristao vratiti sjećanje, ali Kohaku je odbio rekavši da su sjećanja prebolna za njega.